# Трехк
Трехк (арм. Թռեղք) — гавар в провинции Гугарк Великой Армении. Столицей Трехка являлся город Цахка (современная Цалка). Находился на территории исторической области Триалетии.

## География
Трехк являлся самым северным гаваром Великой Армении. На юго-западе Трехк граничил с гаваром Верин Джавахк, на севере − с грузинским Картли, на востоке − с гаваром Манглеац Пор, а на юге − с гаваром Кангарк. Естественными северными границами Трехка являлся Триалетский хребет (Трехкский хребет), по ту сторону которого в древние времена обитали различные картвельские племена.
По территории Трехка протекает река Храм.

## Источник
- Т. Х. Акобян (1981). Историческая география Армении. Ереван, издательство «Митк» (арм.)